# پیز راین
پیز راین (به لاتین: Piz Riein) یک کوه در سوئیس است که در کانتون گراوبوندن واقع شده‌است. پیز راین ۲٬۷۶۲ متر بالاتر از سطح دریا واقع شده‌است.